# Mimi Pollak
Mimi Pollak (Hammarö, 1903. április 9. – Stockholm, 1999. augusztus 11.) svéd színésznő, színházi rendező.

## Élete és pályafutása
1903. április 9-én született Hammerőben, Värmland tartományban ausztriai zsidó családban. Színészetet a jónevű Királyi Drámai Színház színiskolájában tanult 1922 és 1924 között.
A '20-as és '30-as években a filmezés mellett főleg a helsingborgi Városi Színházban és a stockholmi Blanche Színházban lépett fel, de 1942-ben visszatért a Királyi Drámai Színházhoz.
1948-ban a Királyi Drámai Színház első női rendezője lett, debütáló darabja Jean Genet drámája, A cselédek volt. A főszerepeket Anita Björk és Maj-Britt Nilsson játszották. Pollak színházi rendezői pályafutása sikeres volt, az évek során 60 darabját játszották a nemzeti színpadon.
Filmszínészi karrierje 1922-ben kezdődött az Amatörfilmennel. Leginkább mellékszerepekben nyújtott emlékezetes alakítást. 1951-ben Ingmar Bergman Nyári közjáték című drámájában kapott egy kisebb szerepet, de játszott egy másik Bergman produkcióban is: az 1978-ban bemutatott Őszi szonátában. 1982-ben Max von Sydow partnere volt a Jan Troell rendezte A Sas utolsó repülése című életrajzi drámában. Filmes pályafutása alatt közel negyven produkcióban kapott lehetőséget.

## Magánélete
1922 és 1924 között a Királyi Drámai Színház színiskolájában tanulta a színészet alapjait Greta Garbóval. Kettőjük között viszony alakult ki, de a körülmények miatt kapcsolatuk nem tudott tovább folytatódni. Garbo 1925-ben az Egyesült Államokba költözött, Pollak pedig 1927-ben megházasodott és gyermekei születtek, bár ennek ellenére 60 éven keresztül kontaktusban voltak egymással. Garbo személyes iratai szerint a színésznő egészen 1990-ben bekövetkezett haláláig szerelmes maradt Pollakba. 
1927 és 1938 között a színész Nils Lundell (1889-1943) felesége volt.

## Halála
1999. augusztus 11-én, 96 évesen hunyt el Stockholmban.

## Fordítás
- Ez a szócikk részben vagy egészben  a   Mimi_Pollak című angol Wikipédia-szócikk fordításán alapul.  Az eredeti cikk szerkesztőit annak laptörténete sorolja fel. Ez a jelzés csupán a megfogalmazás eredetét és a szerzői jogokat jelzi, nem szolgál a cikkben szereplő információk forrásmegjelöléseként.